# S/2023 U 1
S/2023 U 1 ist einer der kleineren äußeren Monde des Planeten Uranus.

## Entdeckung und Benennung
S/2023 U 1 wurde am 8. September 2021 durch die Astronomen Scott Sheppard, David J. Tholen und Chad Trujillo auf Aufnahmen entdeckt, die am Mauna-Kea-Observatorium angefertigt wurden. Die Entdeckung wurde am 23. Februar 2024 bekannt gegeben, der Mond erhielt die vorläufige Bezeichnung S/2023 U 1.
Der Beobachtungszeitraum von S/2023 U 1 erstreckt sich vom 8. September 2021 bis zum 13. Dezember 2023; es liegen insgesamt 11 Beobachtungen über einen Zeitraum von 2 Jahren vor.

## Bahneigenschaften
S/2023 U 1 umkreist Uranus in 681 Tagen auf einer elliptischen, retrograden Umlaufbahn zwischen 6.500.000 km und 9.500.000 km Abstand zu dessen Zentrum. Die Bahnexzentrizität beträgt 0,187, die Bahn ist 141,9° gegenüber dem Äquator von Uranus geneigt.
Der Mond ist einer der irregulären äußeren Uranusmonde, von denen fast alle Uranus retrograd umrunden.

## Physikalische Eigenschaften
S/2023 U 1 besitzt einen Durchmesser von etwa 8 km. Die absolute Helligkeit des Mondes beträgt 13,7 m.